# Natação no Campeonato Mundial de Esportes Aquáticos de 2019 - 100 m costas masculino
A prova dos 100 metros costas masculino da natação no Campeonato Mundial de Esportes Aquáticos de 2019 ocorreu nos dias 22 de julho e 23 de julho, em Gwangju, na Coreia do Sul. 

## Recordes
Antes desta competição, os recordes mundiais e do campeonato nesta prova eram os seguintes:
| Tipo                  | Atleta        | Tempo | Local          | Data                 |
| --------------------- | ------------- | ----- | -------------- | -------------------- |
|                       | Ryan Murphy   | 51.85 | Rio de Janeiro | 13 de agosto de 2016 |
| Recorde do campeonato | Aaron Peirsol | 52.19 | Roma           | 2 de agosto de 2009  |

Os seguintes novos recordes foram estabelecidos durante esta competição. 
| Data        | Prova     | Nadador  | Nacionalidade | Tempo | Recordes              |
| ----------- | --------- | -------- | ------------- | ----- | --------------------- |
| 22 de julho | Semifinal | Xu Jiayu | China         | 52.17 | Recorde do campeonato |

## Medalhistas
| Ouro           | Prata              | Bronze             |
| Xu Jiayu (CHN) | Evgeny Rylov (RUS) | Mitch Larkin (AUS) |

## Cronograma
Todos os horários são locais (UTC+9). 
| Data        | Hora  | Evento        |
| ----------- | ----- | ------------- |
| 22 de julho | 10:20 | Eliminatórias |
| 22 de julho | 20:18 | Semifinal     |
| 23 de julho | 21:06 | Final         |

## Resultados

### Eliminatórias
Esses foram os resultados das eliminatórias. Foram realizadas no dia 22 de julho com início às 10:20. 
Devido ao mau funcionamento da cunha, Simone Sabbioni e Dylan Carter nadaram sozinhos em nova série, após o término da série normal, e ambos alcançaram a classificação. Os nadadores que obtiveram a vaga, e seriam desqualificados após estas 2 séries (Thomas Ceccon e Richárd Bohus), receberam vagas extras para a semifinal, que acabou ficando com 18 nadadores. 
| Pos. | Bateria | Raia | Nadador                 | Nacionalidade          | Tempo   | Notas            |
| ---- | ------- | ---- | ----------------------- | ---------------------- | ------- | ---------------- |
| 1    | 6       | 4    | Xu Jiayu                | China                  | 52.85   | Q                |
| 2    | 5       | 2    | Guilherme Guido         | Brasil                 | 52.95   | Q,               |
| 3    | 5       | 4    | Mitch Larkin            | Austrália              | 53.12   | Q                |
| 4    | 5       | 5    | Matt Grevers            | Estados Unidos         | 53.22   | Q                |
| 5    | 6       | 5    | Ryosuke Irie            | Japão                  | 53.38   | Q                |
| 6    | 7       | 3    | Evgeny Rylov            | Rússia                 | 53.45   | Q                |
| 7    | 6       | 3    | Robert Glință           | Roménia                | 53.64   | Q                |
| 8    | 6       | 6    | Daniel Martin           | Roménia                | 53.65   | Q                |
| 9    | 7       | 4    | Ryan Murphy             | Estados Unidos         | 53.69   | Q                |
| 10   | 5       | 3    | Markus Thormeyer        | Canadá                 | 53.77   | Q                |
| 11   | 6       | 0    | Mikita Tsmyh            | Bielorrússia           | 53.81   | Q,               |
| 12   | 7       | 2    | Apostolos Christou      | Grécia                 | 53.82   | Q                |
| 13   | 8       | 5    | Simone Sabbioni         | Itália                 | 53.85   | Q                |
| 14   | 7       | 5    | Kliment Kolesnikov      | Rússia                 | 53.89   | Q                |
| 15   | 5       | 7    | Luke Greenbank          | Reino Unido            | 53.95   | Q                |
| 16   | 9       | 8    | Dylan Carter            | Trinidad e Tobago      | 54.03   | Q,               |
| 17   | 5       | 6    | Thomas Ceccon           | Itália                 | 54.04   | Q                |
| 18   | 6       | 8    | Richárd Bohus           | Hungria                | 54.07   | Q                |
| 19   | 7       | 1    | Christopher Reid        | África do Sul          | 54.12   |                  |
| 20   | 7       | 0    | Tomáš Franta            | Chéquia                | 54.16   | Recorde nacional |
| 21   | 6       | 2    | Shane Ryan              | Irlanda                | 54.24   |                  |
| 22   | 5       | 1    | Li Guangyuan            | China                  | 54.29   |                  |
| 22   | 7       | 8    | Yakov Toumarkin         | Israel                 | 54.29   |                  |
| 24   | 7       | 7    | Bradley Woodward        | Austrália              | 54.41   |                  |
| 25   | 5       | 0    | Lee Ju-ho               | Coreia do Sul          | 54.56   |                  |
| 26   | 6       | 1    | Christian Diener        | Alemanha               | 54.68   |                  |
| 27   | 7       | 9    | Radosław Kawęcki        | Polónia                | 54.76   |                  |
| 28   | 4       | 4    | Roman Mityukov          | Suíça                  | 54.87   |                  |
| 29   | 6       | 7    | Bernhard Reitshammer    | Áustria                | 54.94   |                  |
| 30   | 6       | 9    | Bradlee Ashby           | Nova Zelândia          | 55.02   |                  |
| 31   | 4       | 2    | Gabriel Lópes           | Portugal               | 55.33   |                  |
| 32   | 3       | 7    | Merdan Ataýew           | Turquemenistão         | 55.34   |                  |
| 33   | 4       | 1    | Metin Aydin             | Turquia                | 55.40   |                  |
| 34   | 4       | 3    | Tomoe Zenimoto Hvas     | Noruega                | 55.42   |                  |
| 35   | 4       | 6    | Anton Loncar            | Croácia                | 55.44   |                  |
| 36   | 4       | 0    | Srihari Nataraj         | Índia                  | 55.55   |                  |
| 37   | 5       | 9    | Hugo González           | Espanha                | 55.67   |                  |
| 38   | 3       | 5    | Karl Johann Luht        | Estónia                | 55.75   |                  |
| 39   | 4       | 9    | Mohamed Samy            | Egito                  | 55.87   |                  |
| 40   | 3       | 4    | Adil Kaskabay           | Cazaquistão            | 55.89   |                  |
| 41   | 4       | 7    | Chuang Mu-lun           | Taipé Chinesa          | 56.01   |                  |
| 42   | 3       | 6    | Jack Kirby              | Barbados               | 56.25   |                  |
| 43   | 3       | 3    | Ģirts Feldbergs         | Letônia                | 56.34   |                  |
| 44   | 4       | 5    | Omar Pinzón             | Colômbia               | 56.37   |                  |
| 45   | 3       | 1    | Jason Arthur            | Gana                   | 56.86   |                  |
| 46   | 3       | 8    | Kristinn Þórarinsson    | Islândia               | 56.99   |                  |
| 47   | 4       | 8    | Armando Barrera         | Cuba                   | 57.00   |                  |
| 48   | 3       | 0    | Tern Tern Jian Han      | Malásia                | 57.34   |                  |
| 49   | 2       | 4    | Filippos Iakovidis      | Chipre                 | 58.26   |                  |
| 50   | 2       | 6    | Gabriel Castillo        | Bolívia                | 58.47   |                  |
| 51   | 2       | 9    | Ali Al-Zamil            | Kuwait                 | 58.63   |                  |
| 52   | 3       | 2    | Robinson Molina         | Venezuela              | 59.08   |                  |
| 53   | 2       | 3    | Kasipat Chograthin      | Tailândia              | 59.10   |                  |
| 54   | 2       | 5    | Dimuth Peiris           | Sri Lanka              | 59.62   |                  |
| 55   | 2       | 2    | Syed Tariq              | Paquistão              | 59.71   |                  |
| 56   | 2       | 8    | Netani Ross             | Fiji                   | 1:00.30 |                  |
| 57   | 2       | 7    | Eisner Barberena        | Nicarágua              | 1:00.56 |                  |
| 58   | 1       | 3    | Heriniavo Rasolonjatovo | Madagáscar             | 1:00.87 |                  |
| 59   | 2       | 1    | Ado Gargović            | Montenegro             | 1:01.37 |                  |
| 60   | 1       | 5    | Omar Al-Rowaila         | Brunei                 | 1:02.96 |                  |
| 61   | 2       | 0    | Juhn Tenorio            | Marianas Setentrionais | 1:04.91 |                  |
| 62   | 1       | 4    | Juwel Ahmmed            | Bangladesh             | 1:05.00 |                  |
| 63   | 1       | 6    | Hedayatullah Noorzad    | Afeganistão            | 1:31.35 |                  |
| 64   | 3       | 9    | Driss Lahrichi          | Marrocos               | DNS     | DNS              |

### Semifinal
Esses foram os resultados das semifinais. Foram realizadas no dia 22 de julho com início às 20:18 
Semifinal 1
| Pos. | Raia | Nadador            | Nacionalidade     | Tempo | Notas |
| ---- | ---- | ------------------ | ----------------- | ----- | ----- |
| 1    | 3    | Evgeny Rylov       | Rússia            | 52.44 | Q,    |
| 2    | 5    | Matt Grevers       | Estados Unidos    | 52.82 | Q     |
| 3    | 4    | Guilherme Guido    | Brasil            | 53.23 | Q     |
| 4    | 1    | Kliment Kolesnikov | Rússia            | 53.44 |       |
| 5    | 7    | Apostolos Christou | Grécia            | 53.56 |       |
| 6    | 2    | Markus Thormeyer   | Canadá            | 53.59 |       |
| 7    | 6    | Daniel Martin      | Roménia           | 53.71 |       |
| 8    | 0    | Richárd Bohus      | Hungria           | 53.94 |       |
| 9    | 8    | Dylan Carter       | Trinidad e Tobago | 54.08 |       |

Semifinal 2
| Pos. | Raia | Nadador         | Nacionalidade  | Tempo | Notas |
| ---- | ---- | --------------- | -------------- | ----- | ----- |
| 1    | 4    | Xu Jiayu        | China          | 52.17 | Q,    |
| 2    | 2    | Ryan Murphy     | Estados Unidos | 52.44 | Q     |
| 3    | 5    | Mitch Larkin    | Austrália      | 52.91 | Q     |
| 4    | 3    | Ryosuke Irie    | Japão          | 53.13 | Q     |
| 5    | 6    | Robert Glință   | Roménia        | 53.40 | Q     |
| 6    | 1    | Simone Sabbioni | Itália         | 53.71 |       |
| 7    | 8    | Luke Greenbank  | Reino Unido    | 53.75 |       |
| 8    | 0    | Thomas Ceccon   | Itália         | 54.20 |       |
| 9    | 7    | Mikita Tsmyh    | Bielorrússia   | 54.24 |       |

### Final
A final foi realizada em 23 de julho às 21:06. 
| Pos.              | Raia | Nadador         | Nacionalidade  | Tempo | Notas |
| ----------------- | ---- | --------------- | -------------- | ----- | ----- |
| Medalha de ouro   | 4    | Xu Jiayu        | China          | 52.43 |       |
| Medalha de prata  | 5    | Evgeny Rylov    | Rússia         | 52.67 |       |
| Medalha de bronze | 2    | Mitch Larkin    | Austrália      | 52.77 |       |
| 4                 | 3    | Ryan Murphyh    | Estados Unidos | 52.78 |       |
| 5                 | 6    | Matt Grevers    | Estados Unidos | 52.82 |       |
| 6                 | 7    | Ryosuke Irie    | Japão          | 53.22 |       |
| 7                 | 1    | Guilherme Guido | Brasil         | 53.26 |       |
| 8                 | 8    | Robert Glință   | Roménia        | 54.22 |       |

Legenda
| Recorde mundial       | Recorde mundial (World record)               |                       | Recorde africano                      | Recorde africano (African) |                                           | Q | Classificado por posição (Qualified) |
| Recorde do campeonato | Recorde do campeonato (Championship record)  | Recorde da América    | Recorde da América (Americas)         | q                          | Classificado por melhor tempo (Qualified) |   |                                      |
| Melhor marca do ano   | Melhor marca do ano (World leading)          | Recorde asiático      | Recorde asiático (Asian)              | DNS                        | Não largou (Did not start)                |   |                                      |
| Recorde nacional      | Recorde nacional (National record)           | Recorde europeu       | Recorde europeu (European)            | DNF                        | Não terminou (Did not finish)             |   |                                      |
| Recorde pessoal       | Recorde pessoal do atleta (Personal best)    | Recorde da Oceania    | Recorde da Oceania (Oceania)          | DSQ / DQ                   | Desclassificado (Disqualified)            |   |                                      |
| Recorde da temporada  | Recorde da temporada do atleta (Season best) | Recorde sul-americano | Recorde sul-americano (South America) | NM                         | Sem marca (No mark)                       |   |                                      |